# Oscar Lamm
Oscar Ludvig Lamm (Stoccolma, 8 giugno 1848 – Stoccolma, 24 settembre 1930) è stato un ingegnere svedese.

## Biografia
Oscar Lamm apparteneva al ramo di Heleneborg della famiglia Lamm ed era figlio del commerciante all'ingrosso Ludvig Lamm (1810-1891), che era il fratello di Jacques Lamm ; sua madre Fanny, nata Goldschmidt (1823-1886) proveniva da Amburgo. Sposò Louise (Lilly) Lipschütz di Amburgo nel 1887. Ebbe sei figli: Alfhild Fanny; Harry Ludvig; Dagmar Helena; Margit Selma; Sigrid Marianne e Karin Ingeborg.
Studente a Uppsala nel 1866, si laureò lì nel 1873 e fu allievo presso l'Istituto reale di tecnologia nel 1873-1874. Dopo essere stato assunto come ingegnere presso il mulino di Finspång nel 1874-1876, collaborò con Gustaf de Laval e insieme a De Laval fondò AB Separator, il cui amministratore delegato era Lamm fino al 1886. Lamm fu l'amministratore delegato di Nya AB Atlas dal 1887-1909 a Stoccolma.